# تشيفيتيلا ألفدينا
تشيفيتيلا ألفدينا (بالإيطالية: Civitella Alfedena)‏ هي بلدية في مقاطعة لاكويلا في إقليم أبروتسو الإيطالي.

## السكان
في سنة 1861 بلغ عدد السكان 740 نسمة، وتطور العدد ليصل في سنة 2011 لـ 303 نسمة.
يظهر هذا المخطط البياني تطور النمو السكاني لـ تشيفيتيلا ألفدينا